# Otto Konrad
Pour les articles homonymes, voir Konrad.
Otto Konrad est un footballeur autrichien né le 1er novembre 1964 à Graz, qui évoluait au poste de gardien de but au SK Sturm Graz et en équipe d'Autriche.
Konrad n'a marqué aucun but lors de ses douze sélections avec l'équipe d'Autriche entre 1989 et 1995.

## Carrière de joueur
- 1981-1991 : SK Sturm Graz  Autriche
- 1991-1997 : SV Austria Salzbourg  Autriche
- 1997-1999 : Real Saragosse  Espagne
- 1999-2000 : Grazer AK
- 2000-2001 : DSV Leoben
- 2001-2003 : PSV SW Salzburg

## Palmarès

### En équipe nationale
- 12 sélections et 0 but avec l'équipe d'Autriche entre 1989 et 1995.

### Avec l'Austria Salzbourg
- Vainqueur du Championnat d'Autriche de football en 1994, 1995 et 1997.